# 国民文化会議
国民文化会議（こくみんぶんかかいぎ）は、1955年に勤労者や市民の文化サークル・文化団体と国民各層との連携を強めることを目的として、当時の知識人・文化人、日本労働組合総評議会、日本教職員組合などが結成した団体。「平和なくして文化なし，生活の保障なくして文化なし」がスローガン。
1951年創立の日本文化人会議のメンバー、1952年5月創刊の雑誌『平和』（後に日本文化人会議機関紙となる）の編集委員、執筆陣、1954年4月創刊の雑誌『国民』の発起人が一定の役割を果たした。
初代会長は上原専禄、初代事務局長は南博。機関紙「国民文化」。
職場美術展、労演の勤労者演劇鑑賞団体、職場演劇サークルなどの発展にも影響を与えた。
2001年に解散した。
国民文化会議が1965年から開催していた「8.15集会」を引き継ぐために2003年に結成された市民文化フォーラムには、同会議の関係者が含まれている。

## 沿革
- 1955年7月17日、日本青年館で創立大会[4][5]。
- 1956年「働くもののファッションショウ」（文化服装学院）[6]。
- 1956年11月3日 - 11月4日、専修大学で、第1回国民文化全国集会を開催[7]。
- 1957年、第1回国民文化町から村から工場から写真コンテスト実施[8]開催。同年10月26日- 10月27日、国民文化全国集会（日本教育会館）[9]開催。
- 1958年6月25日、勤評反対・民主教育を守る会結成に参加。同年9月21日 - 9月23日、国民文化全国集会（専修大学、千代田公会堂）[10]開催。
- 1959年10月23日 - 10月25日、国民文化全国集会（大阪市・大手前会館他）[11]開催。
- 1963年、「文学作品の原稿募集」と「音楽の夕べ」「演劇の夕べ」を含む「働くものの文化祭」開催[12]。
- 1964年、第2回東京働くものの演劇祭開催。
- 1965年8月15日、8・15集会を開催。木下順二、丸岡秀子、田中寿美子、遠山茂樹、古在由重、吉野源三郎、丸山真男、阿部知二、藤田省三、日高六郎などが参加。
- 1966年12月9日、政府の建国記念日審議会が建国記念の日を2月11日と答申したことに対して、反対声明。
- 1968年5月16日、「アメリカにベトナム戦争の即時全面中止を要求する6月行動」実行委員会に日本科学者会議、ベ平連などとともに参加[13]。
- 1969年、日本労働組合総評議会・国民文化会議が手塚プロ、石森章太郎、赤塚不二夫、やなせたかし、田島征三、中沢啓治らの協力を得て冊子「まんが安保春闘」を刊行[14]。
- 2001年解散。

## 注
1. ↑  国民文化会議資料インデックス（2007年公開,08年改訂）法政大学大原社会問題研究所サイト
2. ↑  国民文化会議資料インデックス（2007年公開,08年改訂）法政大学大原社会問題研究所サイト
3. ↑  結成のよびかけ市民文化フォーラムサイト
4. ↑  大橋喜一・阿部文勇編『自立演劇運動』 (未來社、1975年）
5. ↑  国民文化会議資料インデックス（2007年公開,08年改訂）法政大学大原社会問題研究所サイト
6. ↑  国民文化会議資料インデックス（2007年公開,08年改訂）法政大学大原社会問題研究所サイト
7. ↑  京都女子大学現代社会研究「戦後日本における文化運動と歴史意識―職場の歴史・個人の歴史をつくる運動に関連して―」竹村民郎PDF 京都女子大学サイトからダウンロード
8. ↑  第1回国民文化町から村から工場から写真コンテスト ポスター画像 大原デジタルミュージアム 戦後ポスターデータベース
9. ↑  国民文化全国集会（1957年）ポスター画像 大原デジタルミュージアム 戦後ポスターデータベース
10. ↑  1958年9月21日-9月23日、国民文化全国集会（専修大学、千代田公会堂）ポスター画像 大原デジタルミュージアム 戦後ポスターデータベース
11. ↑  1959年10月23日-10月25日、国民文化全国集会（大阪市・大手前会館他）ポスター画像 大原デジタルミュージアム 戦後ポスターデータベース
12. ↑  国民文化会議資料インデックス（2007年公開,08年改訂）法政大学大原社会問題研究所サイト
13. ↑  1968年の年表旧「ベ平連」運動の情報ページ
14. ↑  蛞蝓宝箱